# Guido Pusinich
Guido Francesco Maria Pusinich (Venezia, 3 settembre 1885 – Asolo, 18 marzo 1969) è stato uno scrittore e poeta italiano.
Oltre che di componimenti poetici e romanzi, fu autore di racconti fantastici e fu uno dei primi autori della fantascienza italiana col suo romanzo La fabbrica degli uomini alati del 1945.

## Biografia
Veneziano di origini istriane, fu professore al Liceo Marco Foscarini di Venezia.
Esordì come scrittore nel 1908.
Ebbe un'abitazione ad Asolo accanto a quella del pittore Mario De Maria.
Scrisse sulla rivista «La Monarchia» e sulla rivista «L'Eroica».
Nel 1937 pubblicò presso l'editrice Bemporad un manuale di metrica italiana e una grammatica greca.
Con il libro Lettere d'amore vinse il premio nazionale Gastaldi 1959 per la narrativa.

## Opere
- Nebbie d'aurora. Versi, Padova, fratelli Drucker, 1908 (opera prima).
- Un poligrafo veneziano del Cinquecento: Francesco Sansovino, in Pagine istriane n.8, 1911, pp. 1–18, pp. 121–30, pp.145–51.
- Il canto X del Paradiso esposto all'Ateneo Veneto il 9 dicembre 1912, Venezia, V. Callegari, 1914.
- Musa rustica. Versioni poetiche dal latino, Roma, Società editrice Dante Alighieri di Albrighi, Segati e C., 1919.
- Gente pigra. Novelle quasi serie, Milano, R. Quintieri, s.d. [1920 ca.].
- Patria e popolo. Governo e popolo, Milano, Edizioni "La Monarchia" (tip. G. Monfrini), 1924.
- Le parole degli uomini. Commedie in un atto, Milano, Bottega di Poesia, 1926.
- Ritratti d'ignoti, Milano, Alpes, 1927.
- Gli orti di Persefone. Echi della morte nella poesia greca e latina, Milano, Bottega di poesia, 1924 (II ed. Milano, Alpes, 1928).
- Canzoni e leggende, Milano, L'Eroica, 1932 (II ed. riveduta 1933).
- Autoritratto, Milano, L'Eroica, 1933.
- Una piccola casa, Asolo, L. Polo, 1934.
- La ragazza del mulino. Romanzo, Milano, La Prora, 1937.
- Elementi di metrica italiana ad uso del ginnasio superiore, Firenze, R. Bemporad, 1937.[11]
- Grammatica razionale della lingua greca, 2 voll., Firenze, R. Bemporad, 1937.[11]
- Gli uomini e il destino, Milano, La Prora, 1939.
- Verso e poesia. Nozioni di metrica italiana, Firenze, Marzocco, 1941.
- La fabbrica degli uomini alati, Padova, Cedam, 1945.
- Lo specchio e altri racconti, Venezia, Editoriale Faro, 1949.
- Un poeta inglese in terra di San Marco. Venezia e Asolo a R. Browning nel cinquantenario dalla morte, Venezia, C. Ferrari, 1949 (con scritti di Carlo Izzo e Piero Rebora).
- Itinerari veneziani, Venezia, Zanetti, [ante 1954] (rist. Venezia, Tipografia Commerciale, 1964).
- Il nostro pane. Romanzo, Milano, La Prora, 1956.
- Cortometraggi. 1957-1958, Padova, Rebellato 1960.
- Lettere d'amore. Storie brevi, Milano, M. Gastaldi, 1960 (Premio nazionale Gastaldi 1959 per la narrativa).
- Celestino giocondo bambino, Siena. Maia, 1961.
- Il folle volo. Romanzo, Siena, Maia, 1964.
- Bambina mia. Favola scenica, Milano, Edikon, 1965.
- Solitudini. Pagine sparse, Milano, Edikon, 1966.
- Favole vere, Milano, Santi, 1966.